# Frederick Haldimand

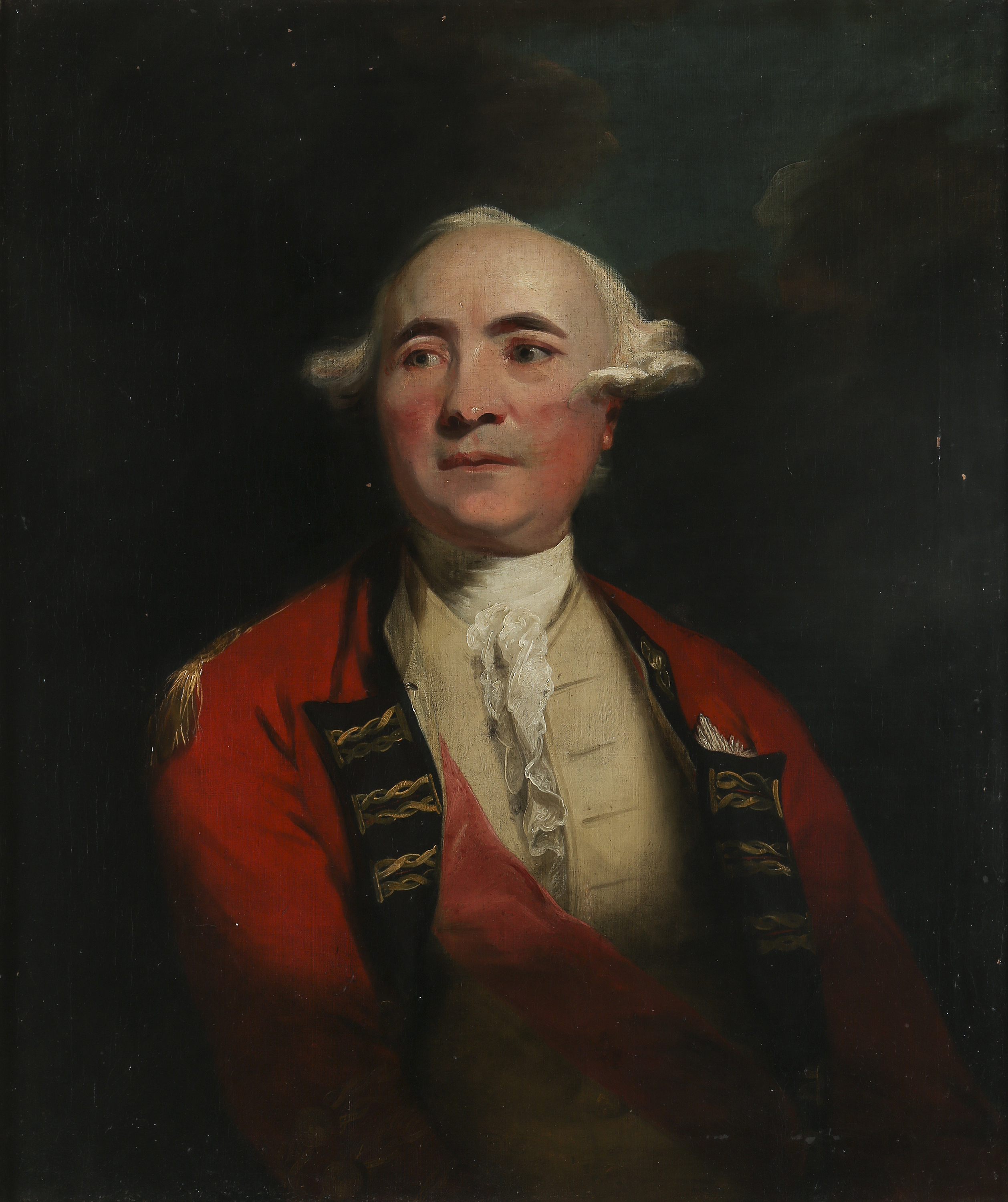
Sir Frederik Haldimand iklädd uniform, med Bathordens band över axeln och dess kraschan på bröstet. Målning från 1780-talet av sir Joshua Reynolds.

Sir Frederick Haldimand, född 11 augusti 1718 i Yverdon, Schweiz, död 5 juni 1791, var en officer som är mest känd för sin tjänst för den brittiska armén i Nordamerika under Sjuårskriget och Amerikanska frihetskriget samt som guvernör i Kanada.

## Familjebakgrund
Släkten Haldimand var ursprungligen tyskar, men bosatte sig i Thun i Schweiz under 1500-talet. 1671 bosatte sig Gaspard Haldimand, Fredericks farfar, i Yverdon. Det var också i den staden som Frederick Haldimand kom att födas och växa upp ett halvsekel senare.

## Militär karriär
1740 tog han tjänst i den preussiska arméns infanteri. Han deltog i ett antal slag under 1740-talet och steg i graderna inom det militära. 1748 blev han premiärlöjtnant vid det schweiziska gardet i Republiken Förenade Nederländerna, och 1750 utnämndes han till kaptenskommendant vid detta regemente. 1756  blev han överstelöjtnant och bataljonschef vid Royal American Regiment med tjänstgöring i Brittiska Amerika.

## Guvernör
1778 till 1786 var Haldimand guvernör i provinsen Quebec och engagerade sig då i förhandlingar om att Vermont skulle få bli en självständig brittisk provins, förhandlingar som dock blev fruktlösa. 